# Connasse, princesse des cœurs
Connasse, princesse des cœurs è un film franco-belga del 2015 diretto e scritto da Éloïse Lang e Noémie Saglio.